# Гогошарі (комуна)
Гогошарі (рум. Gogoșari) — комуна у повіті Джурджу в Румунії. До складу комуни входять такі села (дані про населення за 2002 рік):
- Ізвору (898 осіб)
- Гогошарі (983 особи)
- Дрегічану (195 осіб)
- Релешть (203 особи)

Комуна розташована на відстані 71 км на південний захід від Бухареста, 21 км на захід від Джурджу.

## Населення
За даними перепису населення 2002 року у комуні проживали 2279 осіб.
Національний склад населення комуни:
| Національність   | Кількість осіб | Відсоток |
| ---------------- | -------------- | -------- |
| румуни           | 2174           | 95,4%    |
| цигани           | 104            | 4,6%     |
| росіяни-липовани | 1              | < 0,1%   |

Рідною мовою назвали:
| Мова      | Кількість осіб | Відсоток |
| --------- | -------------- | -------- |
| румунська | 2259           | 99,1%    |
| циганська | 20             | 0,9%     |

Склад населення комуни за віросповіданням:
| Релігія        | Кількість осіб | Відсоток |
| -------------- | -------------- | -------- |
| православні    | 2252           | 98,8%    |
| греко-католики | 6              | 0,3%     |
| п'ятдесятники  | 2              | 0,1%     |
| бретрени       | 2              | 0,1%     |